# Ram Rai
Pour les articles homonymes, voir RAM.

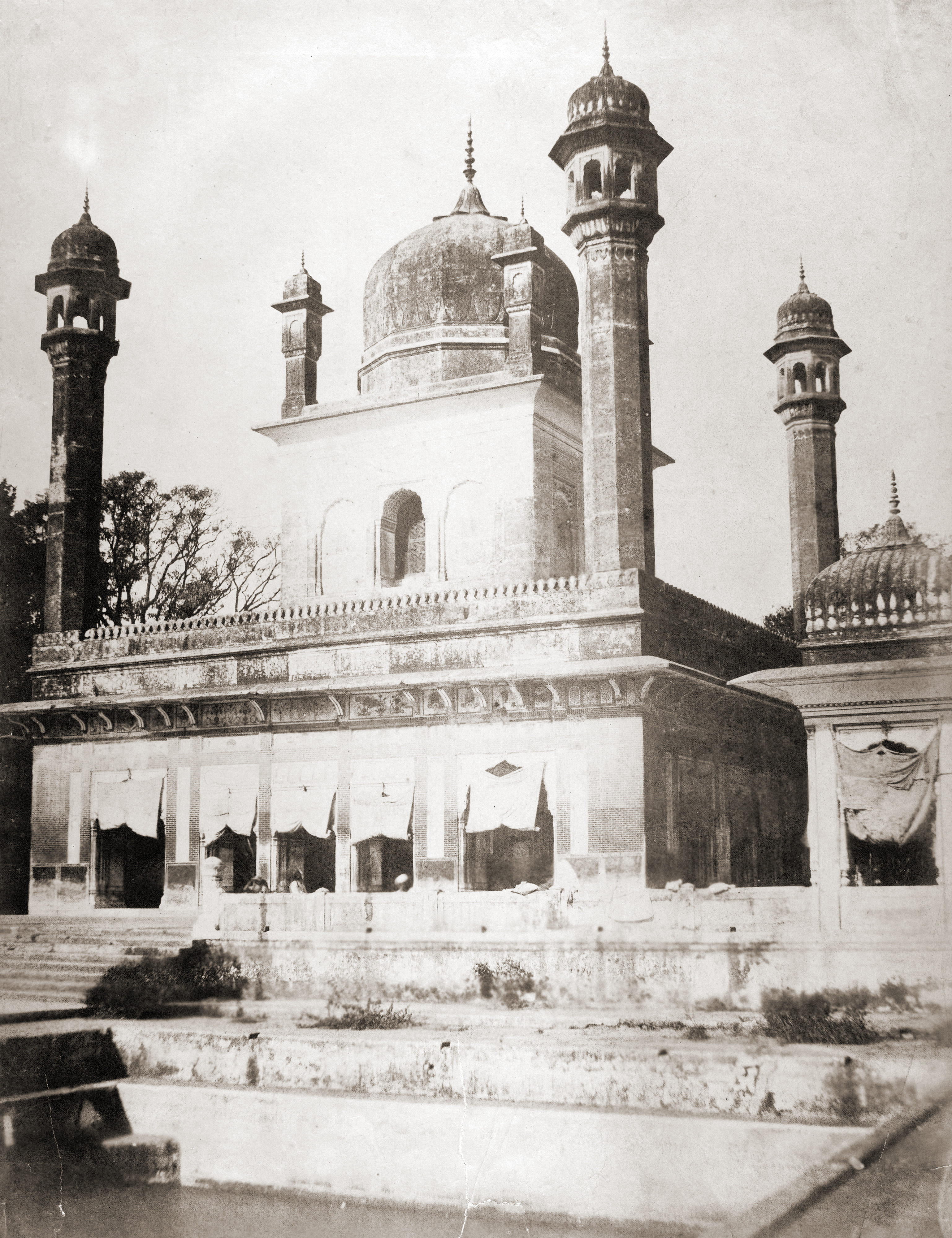
Temple dédié à Ram Rai, à Dehradun.

Ram Rai, (1646-1687), est le fils ainé de Guru Har Rai, un des gourous du sikhisme. Sa mère était Mata Sulakkhani, et il est né à Kiratpur, au Pendjab.
Une fois adulte, il a été dépêché à Delhi auprès de l'empereur Aurangzeb pour représenter la foi sikhe. Afin de ne pas le choquer il a changé un mot lors d'une lecture du Livre Saint du sikhisme le Guru Granth Sahib. Son père l'a appris plus tard, et de fait, lui a interdit de revenir au foyer familial. Cet incident cumulé à d'autres a fait qu'en 1661, Guru Har Rai choisit un frère plus jeune Guru Har Krishan pour lui succéder afin de guider la communauté sikhe. Ram Rai continua de prêcher le sikhisme, créant un courant à part: le Ramraias. Il installa un camp au pied de l'Himalaya à l'endroit qui deviendra Dehradun (de dera: un centre missionnaire ou un camp; dun: la vallée). Il rencontra un peu avant sa mort son cousin Guru Gobind Singh, le dernier gourou humain du sikhisme.